# Eigenleistung
Eigenleistungen sind die von einem Unternehmen erbrachten Leistungen, die im Zusammenhang mit der Herstellung oder Reparatur eigener Anlagen entstanden sind.

## Allgemeines
Viele Unternehmen besitzen das technische und/oder fachliche Know-how, eigene betriebliche Anlagen wie Maschinen, Gebäude oder Fahrzeuge des Anlagevermögens selbst zu erstellen oder zu warten. Sie müssen dann nicht fremde Unternehmen beauftragen, sondern nutzen hierfür eigene Arbeitnehmer und eigenes Material.

## Bilanzierung
Da bei der Herstellung eigener Betriebsanlagen weder die Arbeitnehmer noch das Material für den eigentlichen Produktionsprozess zur Verfügung stehen, verlangt das Handelsgesetzbuch (HGB) eine strikte Trennung dieser Arbeiten vom eigentlichen Produktionsprozess. Diese Trennung erfolgt sowohl in der Bilanz als auch in der Gewinn- und Verlustrechnung.
- Bilanz:
  - Selbst erstelltes oder repariertes Sachanlagevermögen muss aktiviert werden. Hierfür ist die Bilanzposition zu wählen, in welcher der mit Eigenleistung erstellte oder reparierte Gegenstand steht, also etwa „A.II.2 Sachanlagen: technische Anlagen und Maschinen“ (§ 266 Abs. 2 HGB). Die aktivierten Eigenleistungen sind gesondert hier aufzuführen, die hierauf entfallenden Herstellungskosten sind als „aktivierte Eigenleistungen“ im Sachanlagevermögen als Zugang auszuweisen (Aktivierungspflicht).
  - Selbst geschaffene immaterielle Vermögensgegenstände (Entwicklungskosten) sind aktivierungsfähig; sie können, müssen aber nicht aktiviert werden (§ 248 Abs. 2 Satz 1 HGB). Werden sie aktiviert, ist hierfür der Bilanzposten „A.I.1. Selbstgeschaffene gewerbliche Schutzrechte und ähnliche Rechte und Werte“ vorgesehen (§ 266 Abs. 2 HGB). Nach § 255 Abs. 2a HGB sind alle Entwicklungskosten eines selbst geschaffenen immateriellen Vermögensgegenstandes des Anlagevermögens als Herstellungskosten zu aktivieren. Die Gesetzesbegründung macht deutlich,[1] dass der Begriff der immateriellen Vermögenswerte weit zu verstehen ist. Darunter können Materialien, Produkte, geschützte Rechte oder auch ungeschütztes Know-how sowie Dienstleistungen fallen. Hingegen dürfen Marken, Drucktitel, Verlagsrechte, Kundenlisten und vergleichbare selbst geschaffene immaterielle Vermögensgegenstände des Anlagevermögens, die nicht entgeltlich erworben worden sind, nach § 248 Nr. 4 HGB nicht aktiviert werden und führen daher nicht zu Eigenleistungen.
- Gewinn- und Verlustrechnung: Der Einsatz von Arbeitnehmern und Material für Eigenleistungen verursacht Personal- und Materialkosten, die nicht zum eigentlichen Produktionsprozess gehören. Deshalb sieht § 275 Abs. 2 Nr. 3 HGB für das Gesamtkostenverfahren vor, dass diese Kosten durch den Ertragsposten „andere aktivierte Eigenleistungen“ wieder neutralisiert werden müssen. Dadurch wird das Betriebsergebnis um Vorgänge korrigiert, die mit der eigentlichen Leistungserstellung nichts zu tun haben. Ohne Korrektur würde das Betriebsergebnis schlechter (niedrigerer Gewinn oder höherer Verlust) ausfallen.

Die Darstellung in der Gewinn- und Verlustrechnung sieht folgendermaßen aus:
```
    Umsatzerlöse
    + / - Erhöhung oder Verminderung des Bestands an fertigen und unfertigen Erzeugnissen
    + andere aktivierte Eigenleistungen
    = Gesamtleistung
```

Werden selbst geschaffene immaterielle Vermögensgegenstände aktiviert, führt dies zu einer Gewinnerhöhung. Die durch Aktivierung entstandenen Gewinnteile unterliegen einer Ausschüttungssperre nach § 268 Abs. 8 HGB.

## Internationale Regelung
Die aktivierten Eigenleistungen heißen international englisch Own work capitalized (OWC). Sie sind nach IAS 1.28 aufzuführen, wenn sie wesentlich sind und können nach IAS 38.54 als Entwicklungskosten aktiviert werden, wenn ein neu entwickeltes Produkt oder Verfahren eindeutig abgegrenzt werden kann, technisch realisierbar ist und entweder die eigene Nutzung oder Vermarktung vorgesehen ist. Zudem wird vorausgesetzt, dass die Entwicklungsausgaben mit hinreichender Wahrscheinlichkeit durch künftige Einnahmen gedeckt werden.